# Agen
Agen [aʒɛ̃] ist eine Stadt in Südfrankreich in der Region Nouvelle-Aquitaine. Mit 32.193 Einwohnern (1. Januar 2022), die sich Agenais oder Agenois nennen, ist sie die Hauptstadt (Präfektur) des Départements Lot-et-Garonne.

## Lage und Klima
Agen liegt in einer Höhe von ca. 50 m an der Garonne sowie am parallel verlaufenden Seitenkanal Canal latéral à la Garonne, der dort mit einer imposanten Kanalbrücke den Fluss überquert. Die Stadt liegt auch an der Autobahn A 62 zwischen Toulouse (Fahrtstrecke ca. 115 km) im Südosten und Bordeaux (140 km) im Nordwesten. Das Klima ist warm bis gemäßigt; Regen (ca. 745 mm/Jahr) fällt über das Jahr verteilt.

## Bevölkerungsentwicklung
| Jahr      | 1800  | 1851   | 1901   | 1954   | 1999   | 2018   |
| Einwohner | 9.876 | 16.027 | 22.482 | 32.593 | 30.170 | 33.012 |

Quellen: Cassini und INSEE
Das stetige Bevölkerungswachstum beruht im Wesentlichen auf dem Verlust von Arbeitsplätzen im Umland infolge der Mechanisierung der Landwirtschaft (Landflucht).

## Geschichte

### Antike
Die Gegend von Agen war wahrscheinlich bereits seit der Jungsteinzeit besiedelt. Der Ort war um 200 v. Chr. eine keltische Siedlung der Nitiobrogen, die von den Kelten Aginnum (oder Agennum) genannt wurde. 107 v. Chr. war sie vielleicht Schauplatz der Schlacht bei Agen, in der ein römisches Heer unter dem Konsul Lucius Cassius Longinus eine Niederlage gegen die Tiguriner erlitt; möglicherweise fand diese militärische Auseinandersetzung aber auch in der Nähe des Genfersees statt. Um 56 v. Chr. wurde die Siedlung im Zuge des Gallischen Krieges von Gaius Iulius Caesar erobert.
Ursprünglich befand sich das keltische Oppidum auf der im Norden Agens gelegenen, Ermitage genannten Anhöhe, doch verlegten es die Nitiobrogen während der römischen Epoche in die Ebene, wo die Garonne mit ihrem Nebenfluss Masse eine dreieckige Fläche umschloss. Mit der Einrichtung der Civitas Aginnensis in Aquitanien durch Kaiser Augustus ging ihr Reich definitiv zu Ende. Die kaiserzeitliche prosperierende Siedlung lag nach neueren Ausgrabungen nicht wie lange angenommen nur im Süden der heutigen Stadt, sondern erstreckte sich auch bis in den Norden des modernen Agen. Aus der römischen Ära blieben unter anderem Reste von Tempeln der Diana und des Jupiter sowie eines Amphitheaters bestehen, ferner Altäre, Statuen, Mosaiken und Inschriften.
Der heilige Caprasius soll der erste christliche Bischof von Agen gewesen sein und ebenso wie die heilige Fides unter Kaiser Diokletian 303 n. Chr. in Agen das Martyrium erlitten haben. Im 4. Jahrhundert wurde das Bistum Agen gegründet. Damals war die Stadt die zweitbedeutendste der Provinz Aquitania secunda. Um 407 fielen die Vandalen im Agenais ein, das sich danach seit etwa 418 fast ein Jahrhundert lang im Besitz der Westgoten befand.

### Mittelalter und Neuzeit
509 eroberte Chlodwig I. Agen, das nun folglich an die Merowinger fiel. 843, 853 und 922 wurde es von den Normannen angegriffen. Seit dem 12. Jahrhundert besaß die Stadt eine gewisse Autonomie und manche wiederholt bestätigten Freiheiten und Privilegien. Die Bürger wurden ziemlich unabhängig von ihrem Bischof, obwohl dieser zusammen mit dem König nominell ihr Oberherr war. Die Stadt wurde von Konsuln, allerdings eher oligarchisch als demokratisch, verwaltet. Während der Kriege gegen die Katharer Anfang des 13. Jahrhunderts wechselte Agen mehrmals den Besitzer. Arnaud IV. de Rovinha, der von 1209 bis 1228 als Bischof von Agen amtierte, war ein eifriger Unterstützer Simon de Montforts. Als Folge des Kriegs wurden die Katharer als Häretiker von einem in Agen neu errichteten Inquisitionstribunal grausam verfolgt.
Im 13. und 14. Jahrhundert war die Stadt zwischen Engländern und Franzosen heftig umstritten. In der Anfangsphase des Hundertjährigen Krieges kam sie 1360 durch den Vertrag von Brétigny an die Engländer, wurde aber nach dessen Bruch zweimal erobert und wieder zurückerobert. 1372 richtete der Herzog von Anjou hier sein Hauptquartier ein. Zwar verlor er die Stadt im nächsten Jahr, konnte sie aber bereits 1374 wieder einnehmen. Während danach ein Teil der Städte und Burgen des Agenais zeitweise unter englischer Herrschaft stand, blieb Agen bis zum Ende des Krieges (1453) fast dauernd in französischer Hand. 1453 zogen sich die Engländer schließlich komplett aus dem Agenais zurück.
1463 suchte eine Pestepidemie Agen heim. 1481 und 1514 kam es zu Bürgerrevolten, da die Regierung der Stadt allein in den Händen der Konsuln lag, die ihre Macht oft missbrauchten. Diese Tumulte wurden unterdrückt, und noch lange übten nur Angehörige der Oberschicht die Verwaltung der Kommune aus.
Zwar fand die Reformation auch in Agen Anhänger, doch blieb die Stadt insgesamt entschieden katholisch und stand damit im Gegensatz zum benachbarten Nérac, das eine Hochburg der Hugenotten war. Diese bemächtigten sich Agens 1562 und 1569, wurden aber beide Male von Blaise de Monluc vertrieben, der in seinen letzten Jahren bis zu seinem Tod (1577) in der Gegend kämpfte. Vom König von Navarra, dem späteren Heinrich IV. militärisch besetzt, wurde Agen 1578 Biron übergeben und stand für die nächsten zehn Jahre unter Kontrolle dieses Marschalls sowie jener seines Nachfolgers Matignon. 1589 traten die Bürger Agens auf die Seite der Heiligen Liga und erkannten den Kardinal von Bourbon als französischen König an. Sie mussten gegen ihren auf der Seite des Königs von Navarra stehenden Seneschall Saint-Chamarand kämpfen, der bei einem Angriff auf die Stadt 1591 fiel. Erst 1594 erkannten sie Heinrich IV. als König an.
Während des Aufstands von Nérac und weiteren Städten 1621 blieb Agen König Ludwig XIII. treu. 1628 und 1631 traten hier erneut Pestepidemien auf. Die Einführung der Salzsteuer führte 1635 zu Unruhen. Der Ausbruch der Französischen Revolution (1789) wurde in Agen enthusiastisch aufgenommen und es wurde nun Hauptstadt des Départements Lot-et-Garonne.

### Moderne
Agen war einer der Austragungsorte bei der Rugby-Union-Weltmeisterschaft 1991. Im Januar 2024 verursachten Bauernproteste in Agen Sachschäden im Wert von über 400.000 Euro. Aktivisten der Bauernorganisation Coordination rurale-47 (CR47) hatten Geschäfte und öffentliche Einrichtungen mit Gülle und Reifen angegriffen und ein Schnellrestaurant der Marke McDonald’s verwüstet.

## Wirtschaft und Infrastruktur
Die Umgebung der Stadt ist durch riesige Plantagen mit Pflaumenbäumen gekennzeichnet. Kreuzritter brachten die Frucht im 11. Jahrhundert aus dem Vorderen Orient nach Frankreich. Die Mönche im nahe gelegenen Tal des Lot waren möglicherweise die ersten, die die Pflaumen trockneten und als Dörrobst verkauften. Heute verlassen jährlich rund 35.000 Tonnen Dörrpflaumen die Fabriken von Agen.

### Verkehr
Agen liegt an der Bahnstrecke Bordeaux–Sète und wird im Fern- und Regionalverkehr mit TGV-, Ouigo-, Intercity- und TER-Zügen bedient. In Agen endet die 140 km lange Bahnstrecke Niversac–Agen, über die es bis in die 1990er Jahre Direktverbindungen mit Paris gab.

## Sehenswürdigkeiten
- Musée Municipal des Beaux-Arts (Städtisches Museum der Schönen Künste) mit Gemälden von Goya, darunter El Globo, Sisleys Septembermorgen, eine von Corots schönsten Landschaften, Der Teich von Avray, sowie Werken von Francis Picabia und Gustave Caillebotte. Kleinod der Sammlung ist die Vénus du mas aus Marmor, eine 1876 in der Nähe entdeckte Statue aus dem 1. Jahrhundert v. Chr.
- Kanalbrücke Agen (580 Meter lang, 23 Bögen), erbaut von Jean-Baptiste de Baudre in den Jahren 1839 bis 1842
- Theater Ducourneau vom Architekten Guillaume Tronchet, fertiggestellt 1908
- Kathedrale von Agen, erbaut im romanischen und gotischen Stil

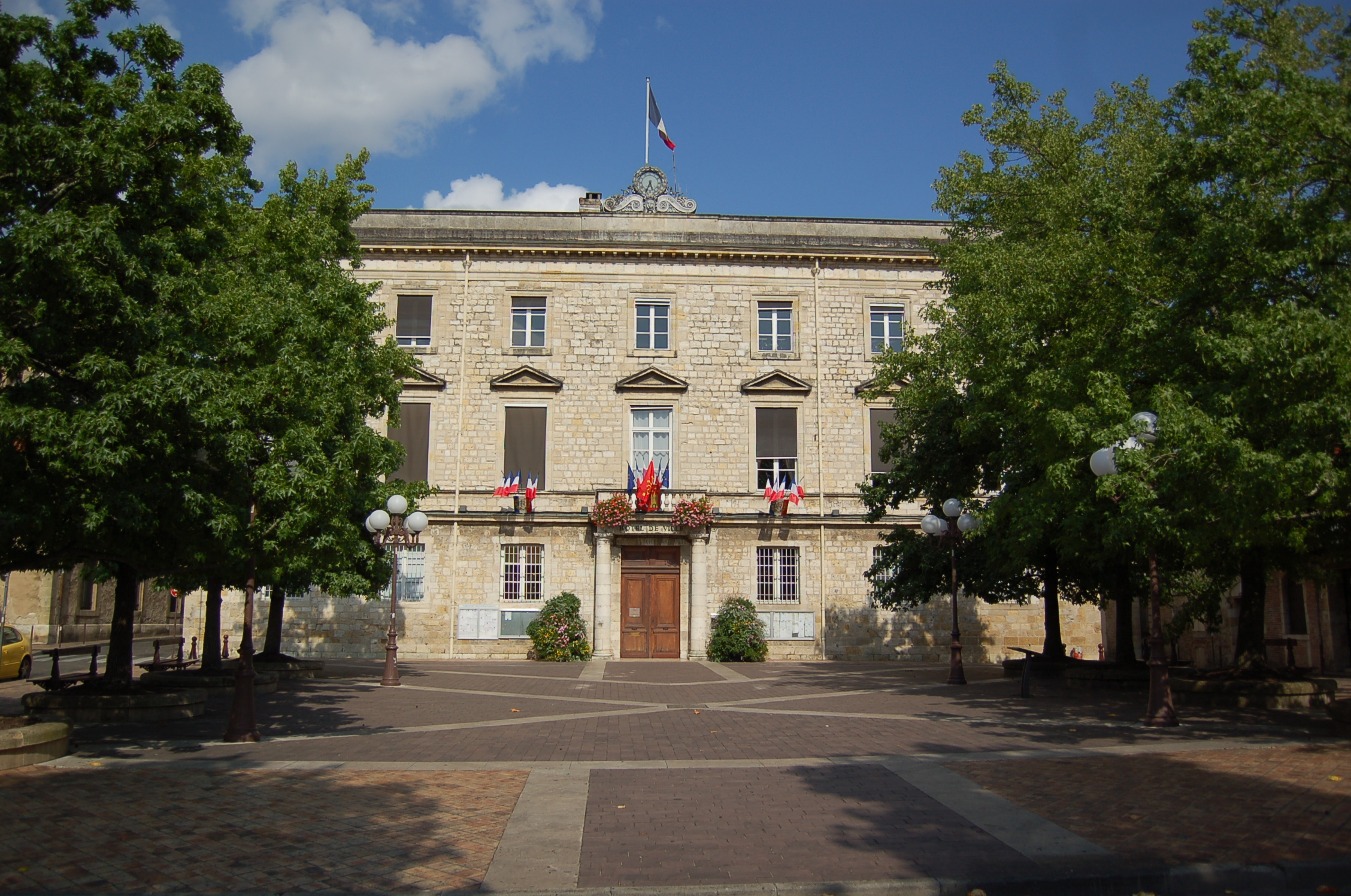
Rathaus
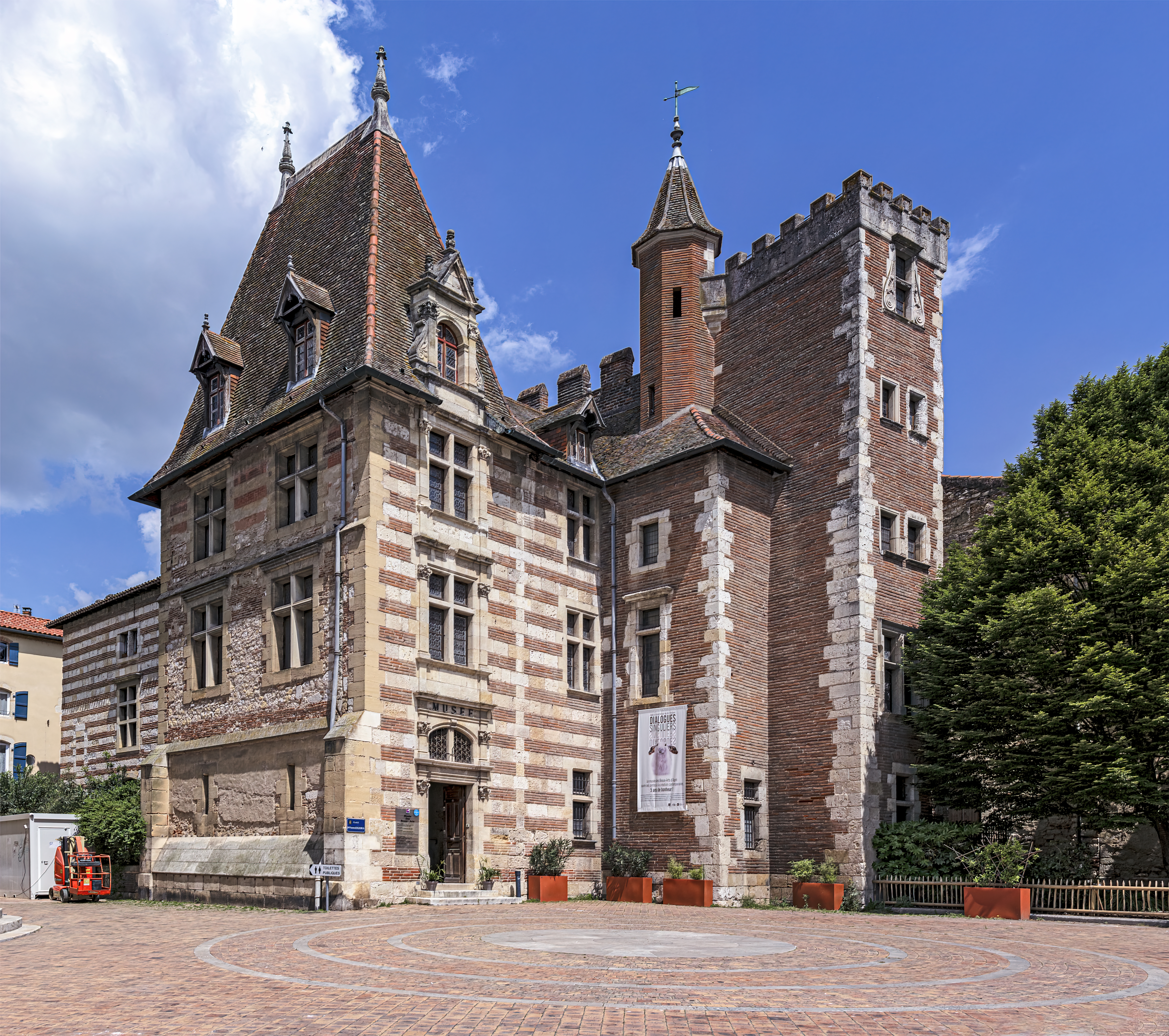
Musée des Beaux Arts
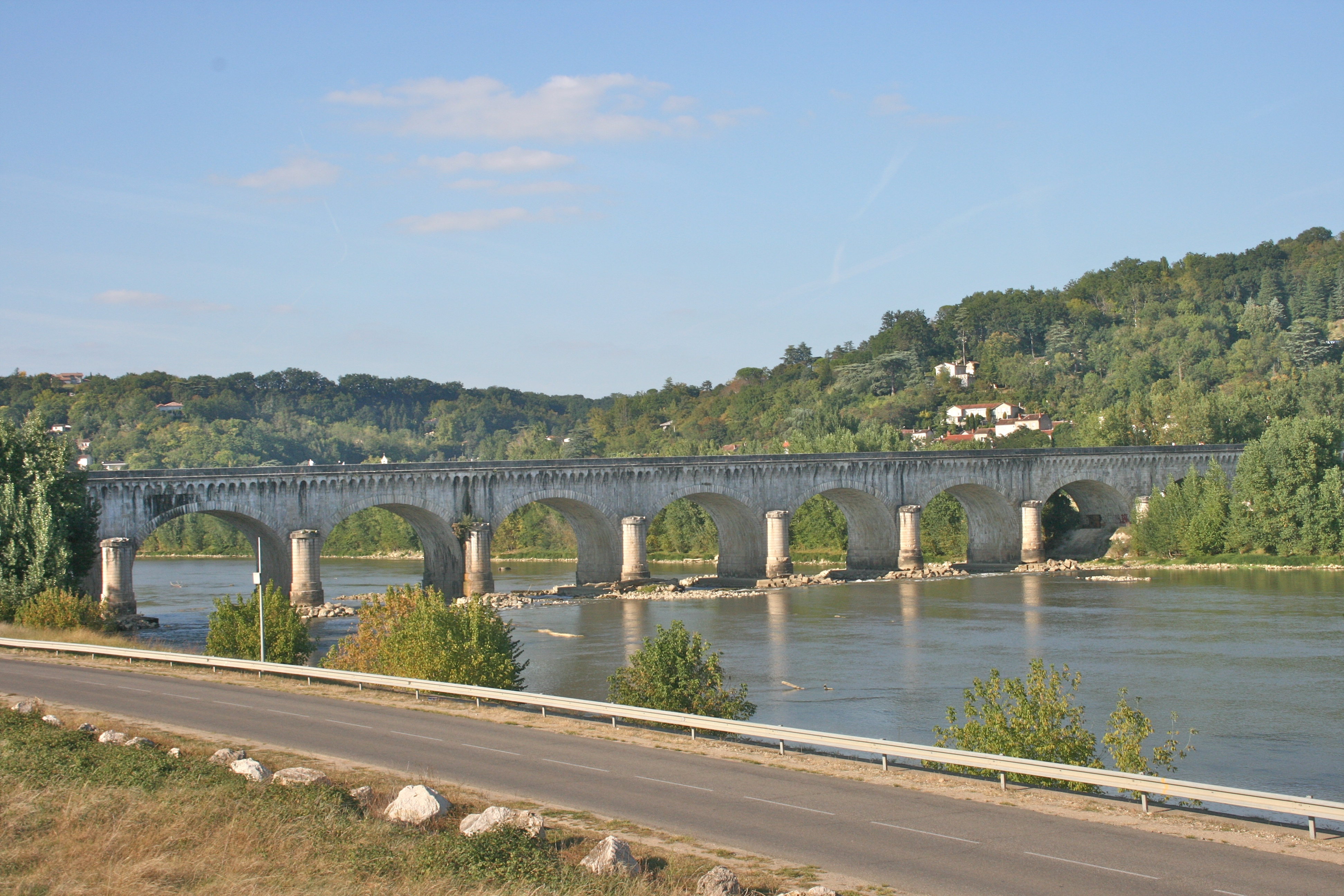
Kanalbrücke Agen
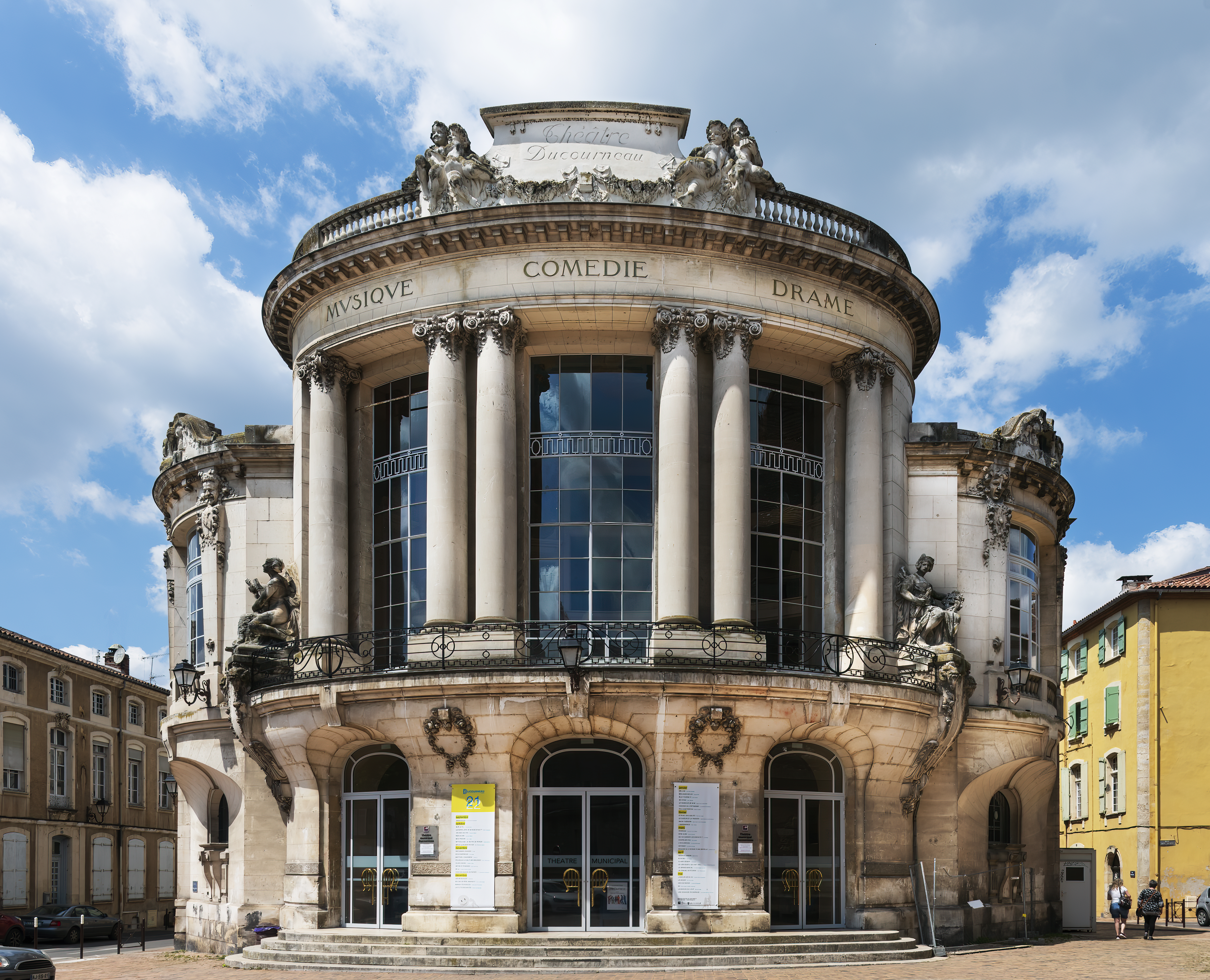
Theater Ducourneau

## Meteoriten
Am 5. September 1814 wurde bei Agen ein Meteoritenschauer beobachtet. Eine nicht überlieferte Zahl von Steinmeteoriten wurde gefunden, die Gesamtmasse der Funde betrug mutmaßlich rund 30 Kilogramm. Die Meteoriten wurden später als Chondriten des eisenreichen Typs H5 klassifiziert.

## Persönlichkeiten

### Heilige
- Caprasius von Agen († um 303)
- Fides von Agen († um 303)
- Vinzenz von Agen (3./4. Jh.)
- Maurinus von Agen (6. Jh.)

### Sonstige
- Jim Allevinah (* 1995), gabunisch-französischer Fußballspieler
- Auguste Aramini (um 1875–1950), Sänger
- Alain Aspect (* 1947), Physiker
- Pierre Billaud (1970–2001), Journalist, Kriegsberichterstatter
- Jean Baptiste Bory de Saint-Vincent (1780–1846), Naturforscher, Botaniker und Oberst
- Thierry van den Bosch (* 1974), Motorradrennfahrer
- Gaston Cabannes (1882–1950), Politiker
- Francis Cabrel (* 1953), Musiker
- Laurent Camiade (* 1966), katholischer Geistlicher, Bischof von Cahors
- Bernard Campan (* 1958), Schauspieler, Filmregisseur und Drehbuchautor
- Joseph Chaumié (1849–1919), Jurist und Politiker
- Pierre Chaumié (1880–1966), Politiker und Résistant
- Matthieu Chazarenc (* 1977), Jazzmusiker
- Jeanne Demons (1890–1958), kanadische Schauspielerin
- Jacques Ferrand (1575–um 1630), Arzt
- Emmanuel Flipo (* 1958), Künstler
- Pierre Gaillouste (* 1989), Fußballschiedsrichter
- Jacques Jasmin (1798–1864), Schriftsteller
- Bernard Germain Étienne Médard de La Ville-sur-Illon, comte de La Cépède (1756–1825), Naturforscher und der erste Großkanzler des Ordens der Ehrenlegion
- Joseph Alexandre Laboulbène (1825–1898), Arzt und Entomologe
- Aymeric Laporte (* 1994), Fußballprofi
- Marcel-Frédéric Lubin-Lebrère (1891–1972), Rugby-Union-Spieler
- Jean-Marie Maury (1907–1994), Erzbischof von Reims
- Christian Noël (* 1945), Fechter
- Jacques Rabaté (1907–1941), Botaniker
- Florimond de Raemond (1540–1601), Historiker, Jurist, Gegenreformator und Freund von Michel de Montaigne
- Jean-Denis Rieubland (* 1973), Sternekoch
- Stéphane Rideau (* 1976), Schauspieler
- Yves Saint-Martin (* 1941), Jockey
- Joseph-Barnabé Saint-Sevin (1727–1803), Violinist und Komponist der Klassik
- Joseph Justus Scaliger (1540–1609), einer der größten Gelehrten der zweiten Hälfte des 16. Jahrhunderts
- Michel Serres (1930–2019), Philosoph und Professor an der Sorbonne und an der kalifornischen Stanford University
- Jean-Baptiste-Cyrus-Marie-Adélaïde de Timbrune de Thiembronne (1757–1822), General
- Béatrice Uria-Monzon (1963–2025), Opernsängerin

## Städtepartnerschaften
- Toledo, Spanien, seit 1973
- Dinslaken, Deutschland, seit 1975
- Tuapse, Russland, seit 1976
- Llanelli, Vereinigtes Königreich, seit 1989
- Corpus Christi, USA, seit 1996